# Diafarabé
Diafarabé est une localité et une commune rurale du Mali, chef-lieu d'arrondissement, dans le cercle de Ténenkou et la région de Mopti.

## Histoire
En novembre 2016, les élections municipales ne peuvent pas se tenir dans la commune pour des raisons de sécurité.
Le combat de Diafarabé et Koumara a lieu le 10 janvier 2023 pendant la guerre du Mali.
Une base militaire est implantée à  Diafarabé depuis 2018.
En mai 2025,  26 hommes considérés comme peuls sont égorgés par des militaires. Puis les cadavres sont découpés et les parties des corps sont dispersées. Ce massacre s'inscrit dans un mouvement plus global, où les Peuls,accusésd'être proches des djihadistes, sont régulièrement victimes d'exactions ou de massacres de la part des groupes militaires ou paramilitaires au pouvoir dans les pays du Sahel,.

## Villages

Carte communale

La commune compte 10 localités relevées lors du recensement général de 2009. 
Les villages le plus peuplés sont :
- Diafarabé (6 498 habitants)
- Mamba (2 463 habitants)
- Sene Bambara (2 092 habitants)

## Culture
Chaque année, s'y produit le Yaaral qui ouvre l'Espace culturel du yaaral et du degal, série de festivités peules qui entourent les traversées du Fleuve Niger par les troupeaux de retour de transhumance dans le delta central du Niger.

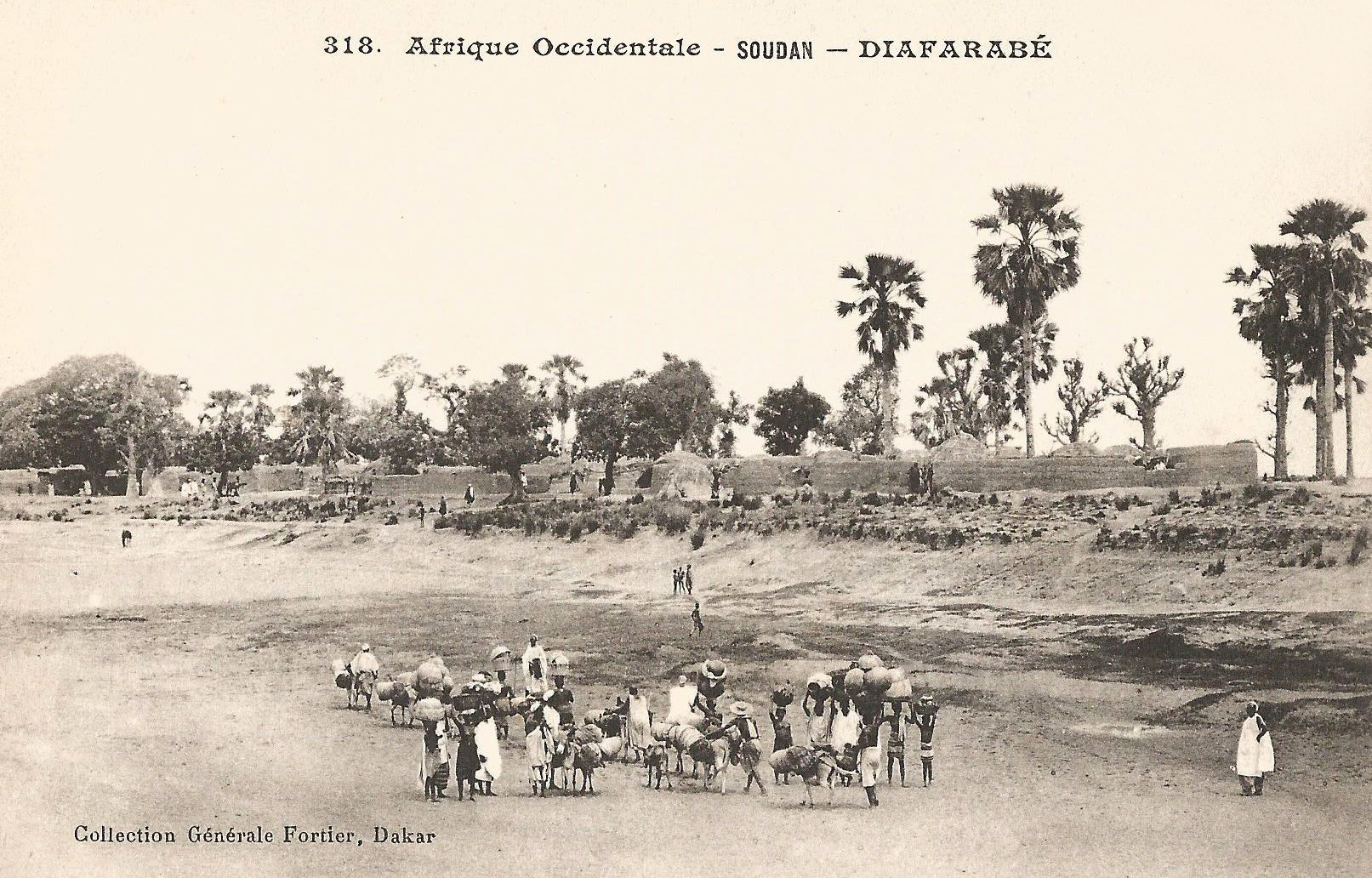
Diafarabé (photo Fortier).